# Duel at Diablo
Duel at Diablo (br.: Duelo em Diablo Canyon) é um filme estadunidense de 1966 do gênero western, dirigido por Ralph Nelson.  Baseado na novela de Marvin H. Albert, Apache Rising, o filme teve roteiro de Albert e Michael M. Grilikhes. Houve  locações em Utah.

## Elenco Principal
- James Garner...Jess Remsberg
- Sidney Poitier...Toller
- Bibi Andersson...Ellen Grange
- Dennis Weaver...Willard Grange
- Bill Travers...Scotty McAllister
- Ralph Nelson...Coronel Foster
- John Hoyt...Chata

## Sinopse
Enquanto cruza o deserto, o batedor do exército Jess Remsberg resgata Ellen Grange de um bando de Apaches. Ele a leva até o seu marido em uma cidade próxima, o comerciante Willard Grange, que não parece muito feliz com o retorno da mulher. Ela havia sido capturada antes pelos Apaches e agora parecia querer voltar para os índios.
Jess está procurando o homem branco que matou sua mulher Comanche. Um tenente da cavalaria dá a Jess o escalpo de sua esposa e conta que pegou do xerife de Forte Concho. O transtornado Jess quer ir imediatamente até aquela cidade para falar com o homem. Então o tenente lhe diz que está preparando uma caravana até o posto militar de lá, levando carroças de munição e alguns recrutas.  Jess então segue com a caravana, na qual também está Willard Grange (sozinho, porque a esposa fugira de novo) e o ex-sargento da cavalaria, Toller. No caminho, o numeroso bando Apache liderado por Chata ataca a caravana. A única esperança de salvação para os soldados é Jess, que tenta chegar sozinho ao Forte Concho.